# Abu Rummaneh
Abu Rummaneh (en árabe: أبو رمانة‎ literalmente, padre de granadas) es un barrio de Al-Muhajrín, en Damasco (Siria). Según el censo de 2004 en él vivían 6.421 personas. Se encuentra entre las avenidas Adnan Al Malki (O), Abu Jafaar Mansur (N), Shukri al-Quwatli (S) y el bulevar Al Jalaa (E), coloquialmente conocido como bulevar de Abu Rummaneh. Al suroeste se encuentra la Plaza de los Omeyas. Es llamado el barrio diplomático de Damasco, pues aquí se encuentran las embajadas de varios países (Emiratos Árabes Unidos, Países Bajos, Irak...) y también alberga el Centro Cultural Árabe y el Instituto Francés de Estudios Árabes (IFEAD). 
Se considera uno de los barrios lujosos de Damasco (clase media-alta).